# Браун, Сара Джейн
Са́ра Джейн Бра́ун (англ. Sarah Jane Brown), в девичестве — Маколе́й (англ. Macaulay; 31 октября 1963, Биконсфилд, Бакингемшир, Англия, Великобритания) — английская бизнесвумен и общественный деятель, психолог по образованию. Супруга премьер-министра Великобритании с 27 июня 2007 года по 11 мая 2010 года.

## Личная жизнь
С 3 августа 2000 года Сара замужем за политиком Гордоном Брауном (род. 1951), с которым она встречалась 4 года до их свадьбы. У супругов было трое детей, дочь и два сына — Дженнифер Джейн Браун (28.12.2001—07.01.2002, умерла от внутримозгового кровоизлияния в 10-дневном возрасте), Джон Маколей Браун (род.17.03.2003) и Джеймс Фрейзер Браун (род.17.07.2006).